# Blygult
Blygult är ett samlingsnamn för vissa gula blyinnehållande pigment. Det har ofta använts som namn på enstaka pigment utan att det framgår vilken typ det rör sig om. I begreppet inkluderas ofta blyglete, bestående av blymonoxid, liksom bly-tenngult, som innefattar pigment med föreningar av bly och tenn, med eller utan kisel.
Andra pigment som också kan omnämnas som blygult är till exempel Kasselgult (blyoxiklorid) och Neapelgult (blyantimonat), även om antimongult nog är vanligare för det senare.
Blygula pigment har funnits länge; inom keramik sedan några tusen år. De var vanliga i det medeltida muralmåleriet och beroende på typ användes de även inom andra områden tills bättre alternativ ersatte dem under 1700- och 1800-talet. Flera typer har begränsad beständighet och blyinnehållet gör att de är giftiga, varför de undviks idag.

## Blyglete
Blyglete, Pigment Yellow 46 (C.I. 77577), även kallat silverglitt, massicot eller litharge, består av blymonoxid, PbO. 
Det har inom byggnadsmåleriet även haft en viktig roll som sickativ i linoljefärg, alltså som tillsats för att förkorta oljans torkningstid. Den kraftiga effekt som blyglete har på torktiden, har hindrat dess användning som pigment i just oljefärger. Det har inte heller den bästa beständigheten.

## Bly-tenngult
Bly-tenngult (C.I. 77629) omfattar två olika pigmenttyper; typ I, med bly och tenn i formen av blystannat, Pb2SnO4, och typ II, som dessutom innehåller kisel i form av ett silikat, Pb(Sn,Si)O3.
Typ I har en ljust gul färg, medan typ II har en rödare och något mörkare ton. Dessa har använts som pigment även i oljefärger fram till slutet av 1600-talet eller början av 1700-talet, då de kom att ersättas av Neapelgult. De lär i sig ha utmärkt ljusäkthet men mörknar med tiden genom reaktion med svavel i omgivningen och framkallar förtvålning av oljebindemedel.